# Desastre do SS Arctic

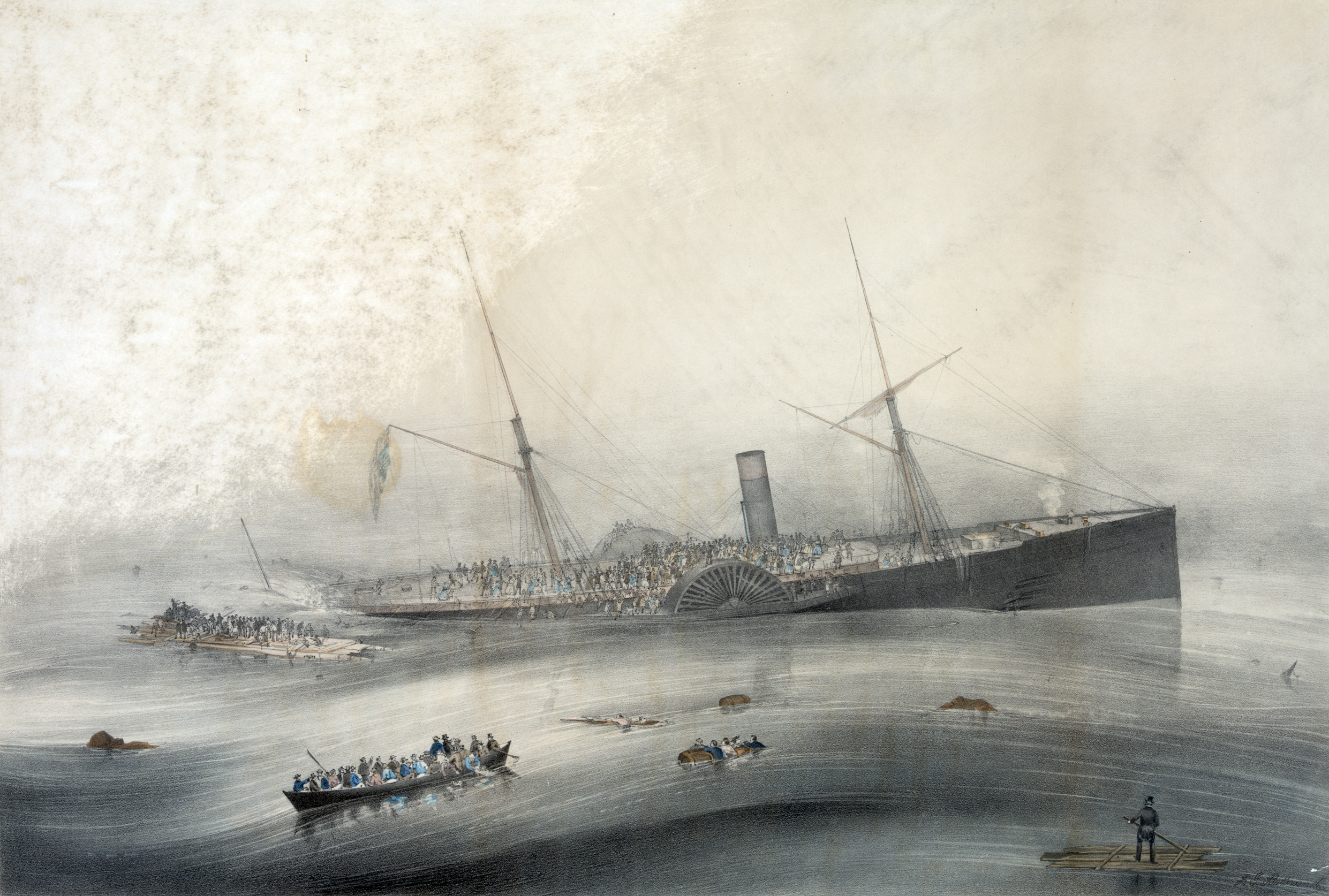
O naufrágio do Arctic, por James E. Buttersworth

O Desastre do SS Arctic ocorreu em 27 de setembro de 1854 quando o barco a vapor com rodas de pás operado pela Collins Line colidiu com o pesqueiro francês SS Vesta a aproximadamente oitenta quilômetros do litoral de Terra Nova. O Arctic era o maior e mais famoso dos quatro vapores que a Collins operava em serviço transatlântico regular para passageiros e correio desde 1850. Listas de passageiros e tripulantes indicam que haviam aproximadamente quatrocentas pessoas a bordo, porém apenas 88 sobreviveram, a maioria dos quais tripulantes. Todas as mulheres e crianças a bordo morreram.
James Luce, o oficial comandante do Arctic, inicialmente tentou ajudar o Vesta, que ele acreditava estar em um risco muito maior de naufrágio. Entretanto, logo foi descoberto que seu próprio navio tinha sido seriamente perfurado abaixo da linha d'água, assim Luce ordenou que o Arctic abandonasse esses esforços e corresse para a terra mais próxima o mais rápido possível em uma tentativa de alcançar segurança. Este plano falhou quando os motores da embarcação pararam de funcionar enquanto ele ainda estava longe de qualquer terra. A capacidade de botes salva vidas do Arctic era para menos da metade das pessoas a bordo; uma quebra da ordem e disciplina ocorreu quando Luce ordenou que eles fossem lançados, significando que a maior parte das vagas nos botes foram tomadas por tripulantes ou por passageiros homens mais fisicamente capazes. Os restantes tentaram construir jangadas improvisadas, mas a maioria não foi capaz de deixar o navio, que afundou quatro horas depois da colisão. O Vesta tinha aparentemente sofrido danos mortais, porém manteve-se flutuando devido suas comportas a prova d'água e conseguiu chegar no porto de St. John's.
Dois dos seis botes salva vidas que deixaram o Arctic conseguiram chegar no litoral de Terra Nova, com um terceiro resgatado por um navio de passagem, que também resgatou alguns sobreviventes das jangadas. Dentre os salvos estava Luce, que foi jogado de volta para a superfície depois de afundar com o navio. Os três botes restantes desapareceram e nunca foram encontrados. As notícias sobre o naufrágio do Arctic só chegaram nos Estados Unidos duas semanas depois devido às instalações limitadas de telégrafos na época. O pesar público logo se transformou em raiva pela percepção de covardia por parte da tripulação. Nenhuma investigação completa sobre o acidente ocorreu, apesar da imprensa pedir por uma, com ninguém tendo sido responsabilizado legalmente. Exigências pela introdução de maiores medidas de segurança em embarcações de passageiros também foram ignoradas. Luce foi de forma geral exonerado de culpa pela percepção pública e nunca mais voltou para o mar, enquanto alguns tripulantes escolheram nunca mais voltar para os Estados Unidos. A Collins continuou seu serviço transatlântico, porém fechou em 1858 depois de mais perdas marítimas e problemas financeiros.

## Antecedentes

### Navegação transatlântica

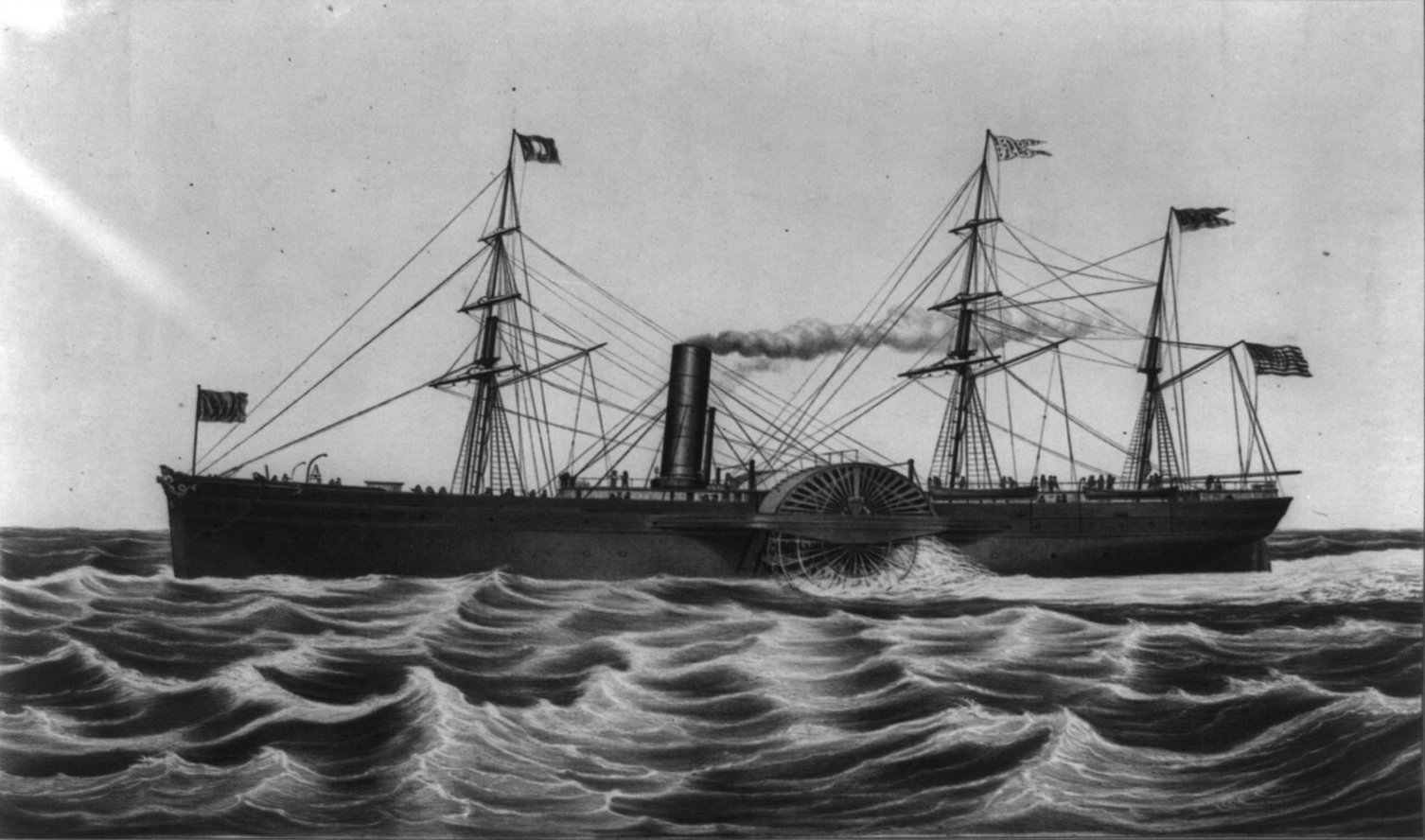
Litrogravura de Nathaniel Currier mostrando o SS Arctic em 1850.

O comércio transatlântico marítimo foi revolucionado no segundo quarto do século XIX pelo desenvolvimento de navios a vapor capazes de longa autonomia. A transição para longe de mastros e velas foi gradual, já que proprietários de navios foram inicialmente influenciados por teorias populares de que as embarcações não conseguiam carregar a quantidade de carvão necessária para atravessar o Oceano Atlântico. Esta noção foi refutada em 1838 pelos cruzamentos quase simultâneos do britânico SS Great Western de Isambard Kingdom Brunel e do norte-americano SS Sirius. O Great Western fez sua travessia de Bristol para Nova Iorque em catorze dias e doze horas; viagens da Europa para a América do Norte sob velas e contra os ventos e correntes marítimas predominantes muitas vezes demoravam cinco semanas ou mais.
A primeira companhia de navegação a iniciar serviços transatlânticos regulares com navios a vapor foi a British and North American Royal Mail Steam Packet Company, mais conhecida como Cunard Line em homenagem a seu fundador, o britânico-canadense Samuel Cunard. Ela começou suas operações em 4 de julho de 1840, quando o RMS Britannia deixou Liverpool para Boston, parando no caminho em Halifax. A Cunard Line, como a principal carteira transatlântica, recebeu subsídios do governo britânico e do Departamento dos  Correios dos Estados Unidos. Este último fato era um ponto que incomodava alguns norte-americanos, que achavam que uma empresa nacional deveria ser a beneficiária. O senador James A. Bayard Jr. de Delaware estava entre aqueles que defendiam que o Congresso dos Estados Unidos subsidiasse uma empresa nacional: "A América logo ficará cansada de ser informada sobre a supremacia marítima britânica ... Eu sugiro que o Congresso conceda a um especialista marítimo americano cuidadosamente selecionado uma carta completamente branca para proceder com a absoluta conquista desse homem Cunard". O Diretor-geral dos Correios convidou em 1845 interessados em um contrato de correios transatlântico. O vencedor foi anunciado em 3 de março de 1847: o empresário nova-iorquino Edward Knight Collins.

### Collins Line

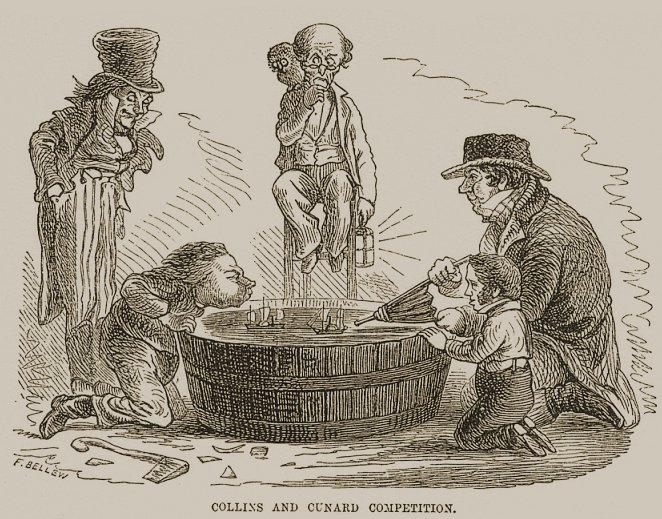
Caricatura de 1852 caçoando da rivalidade entre a Collins e a Cunard

Collins fundou a New York and Liverpool United States' Mail Steamship Company, popularmente conhecida como Collins Line. O governo prometeu subsídios de 385 mil dólares por ano, com a empresa também conseguindo apoio do grande banco de investimentos Brown Bros. & Co.. Collins imediatamente começou um ambicioso programa de construção de navios a vapor. A primeira embarcação da empresa foi o SS Atlantic, que foi lançado em 1849 e fez sua primeira viagem em abril de 1850. Seus três navios irmãos, SS Pacific, SS Arctic e SS Baltic, também entraram em serviço até o final de 1850. Os quatro foram construídos com madeira e eram em sua maior parte similares em tamanho e performance, mas o Arctic sendo ligeiramente maior com 87 metros de comprimento e 2 856 toneladas de acordo com os costumes de medição norte-americanos. Os navios a vapor da Collins eram por volta de 25 por cento maiores que os maiores da Cunard, logo os superando, com travessias a cada dez dias tornando-se rotina. O Arctic fez sua primeira viagem em 26 de outubro de 1850. Os padrões luxuosos das acomodações da Collins constrastavam com aquelas na Cunard. O escritor Charles Dickens viajou em 1840 no Britannia, achando sua cabine escura e apertada, "uma caixa completamente incorrigível e profundamente absurda", enquanto o salão era sombrio e "um apartamento longo e estreito, não muito diferente de um gigantesco carro funerário". Segundo um passageiro transatlântico experiente, as cabines do Arctic "em conforto e elegância superavam a de qualquer navio mercante que a Grã-Bretanha então possuía", enquanto o salão principal tinha "um ar de quase magnificência Oriental".
O Arctic, sob o comando do capitão de James Luce, de 49 anos de idade com trinta anos de experiência no mar, tornou-se o mais reconhecido dos navios da Collins. Sua segunda travessia para a Europa, de Nova Iorque para Liverpool, demorou nove dias e dezessete horas no inverno de 1851–52, lhe valendo o título de "Clipper dos Mares". Luce era admirado por passageiros tanto por suas qualidades sociais quanto por suas capacidades como marinheiro; um repórter da Harper's New Monthly Magazine chegou a escrever que "se você algum dia desejar atravessar o Atlântico, você encontrará no Arctic um dos navios mais nobres e no Capitão Luce um dos melhores comandantes.

## Viagem

### Liverpool aos Grandes Bancos

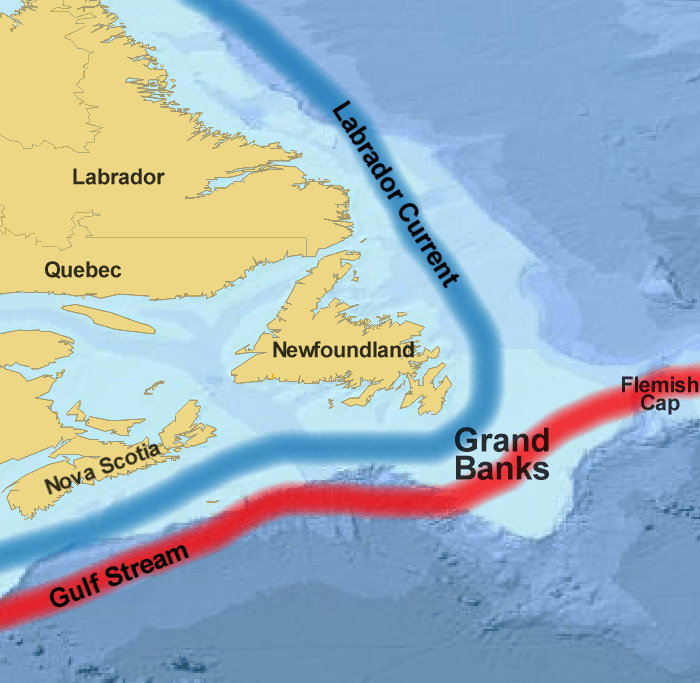
Mapa dos Grandes Bancos, mostrando as correntes de Labrador e do Golfo

O Arctic deixou Liverpool para Nova Iorque por volta do meio-dia de 20 de setembro de 1854, levando entre 250 e trezentos passageiros, incluindo pelo menos cem mulheres e crianças, mais uma tripulação de aproximadamente 150. Dentre os passageiros estava Mary Ann Collins, esposa do fundador da empresa, que estava viajando junto com sua filha de dezenove anos, filho de quinze, seu irmão e a esposa deste. Outro grupo tinha membros da família bancária Brown: William Benedict Brown, filho do presidente do banco, acompanhado por sua esposa Clara, seus dois filhos pequenos e duas de suas irmãs. Outro passageiro era William Robert Luce, filho de onze anos parcialmente incapaz do capitão, cuja saúde Luce achava que poderia se beneficiar da viagem.
O Arctic passou pelo Cabo Clear, o ponto mais meridional da Irlanda, na manhã de 21 de setembro e entrou no Oceano Atlântico aproximando-se de sua velocidade máxima de treze nós (24 quilômetros por hora). O clima estava calmo e a embarcação progrediu sem incidentes, chegando nos Grandes Bancos no litoral de Terra Nova na manhã de 27 de setembro. Esta área é formada por uma série de planaltos submarinos relativamente rasos que fazem parte da plataforma continental canadense. É aqui que as águas subárticas da Corrente do Labrador se encontram com as águas quentes da Corrente do Golfo, criando sistemas meteorológicos tipificados por névoas intermitentes e neblina. Era prática que navios a vapor mantivessem suas velocidades máximas sob essas condições, porém os riscos de colisões eram consideráveis sem auxílios eletrônicos na navegação. Manter os cronogramas era considerado primordial, especialmente na Collins onde, segundo Brown, "não havia espaço para comandantes de navio cautelosos demais". Luce observou condições típicas dos Grandes Bancos na manhã de 27 de setembro: "em intervalos de alguns minutos um nevoeiro muito denso, seguido de ser suficientemente claro para ver [dois a três quilômetros].

### Colisão

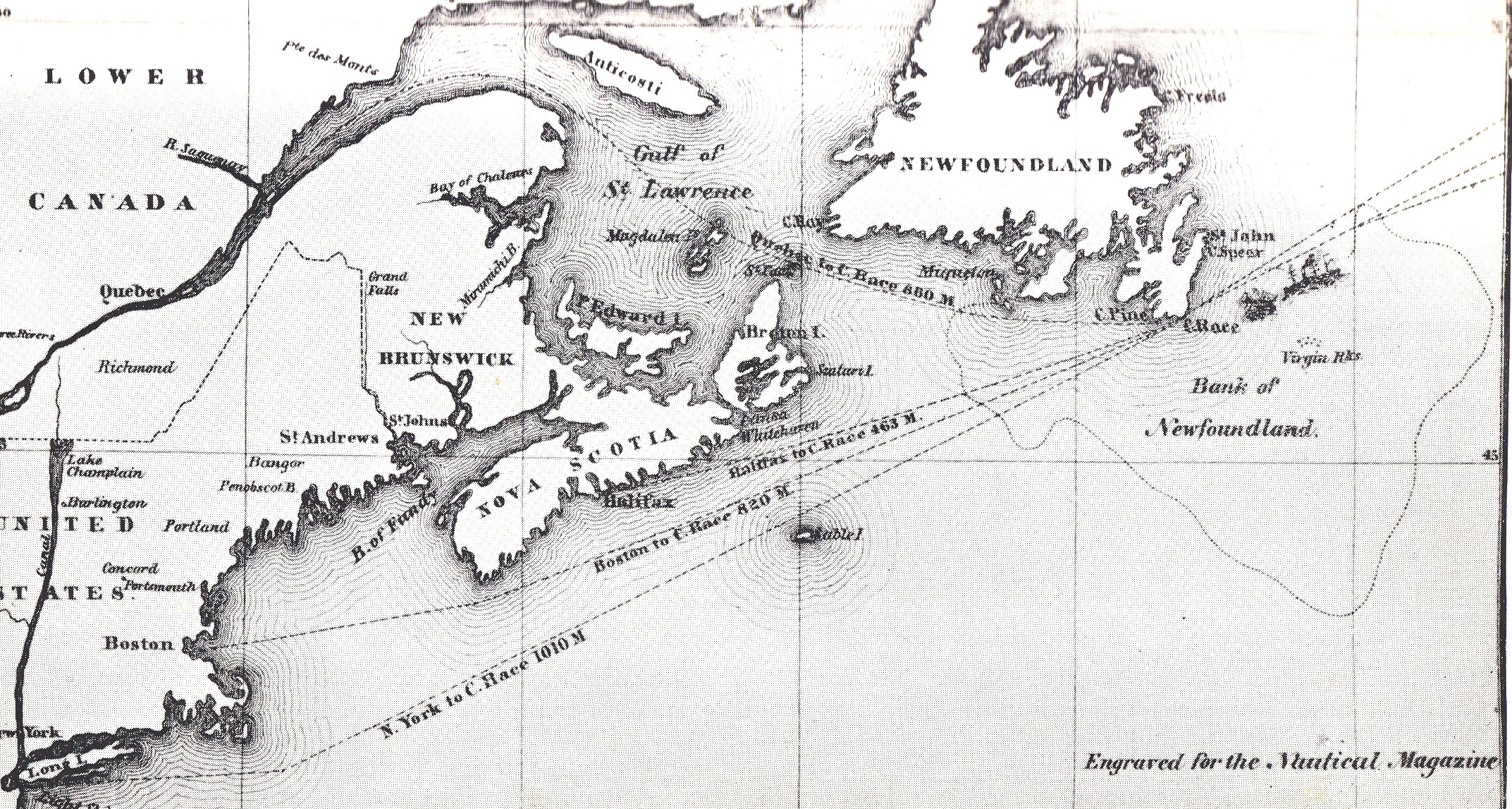
Mapa de 1854 mostrando o local da colisão do Arctic e Vesta (canto superior direito) em relação à Terra Nova, Halifax e Nova Iorque

Luce calculou ao meio-dia do dia 27 que o Arctic estava a aproximadamente oitenta quilômetros ao sudeste de Cabo Race, na Terra Nova. Pouco depois, enquanto o navio entrava um nevoeiro, um vigia avistou a forma de um outro navio aproximando-se a aproximadamente dez nós. Ele soou o aviso e o oficial no comando ordenou "Tudo a estibordo", uma virada para bombordo, também ordenando à sala de máquinas que os motores fossem parados e colocados em ré. Luce estava na sala de navegação e ouviu as ordens, voltando para o convés bem no momento que o Arctic foi acertado pelo outro navio a estibordo, entre a proa e a roda de pás. A primeira impressão do capitão era que seu navio estava "relativamente ileso".
O solavanco pareceu leve para a maioria daqueles a bordo. Muitos passageiros estavam reunidos nas cabines antes do almoço e alguns estavam escolhendo seus números da loteria baseados na distância percorrida nas últimas 24 horas. No salão, o passageiro William Gihon percebeu "um pequeno choque, embora fosse pouco mais do que um tremor ou uma palpitação". Ele continuou a conversar com outro passageiro: "Nenhum de nós cogitava naquele momento que o Arctic tinha sido ferido".
O navio que tinha colidido com o Arctic era o SS Vesta, uma embarcação francesa com casco de ferro e movida a hélices usada por uma operadora pesqueira francesa para transportar seus passageiros de e para seu centro de operações na Ilha de São Pedro, um território francês próximo do litoral da Terra Nova. Parecia para aqueles no Arctic que o Vesta foram fatalmente danificado; Luce afirmou que a proa do outro navio "parecia ter sido literalmente cortada fora por [uns três metros]". Sua primeira reação, por acreditar que o Arctic estava quase ileso, foi auxiliar o Vesta, a bordo do qual cenas de pânico entre os aproximadamente duzentos marinheiros e pescadores já eram evidentes. Luce ordenou que Robert Gourlay, seu oficial chefe, lançasse um de seus seis botes salva-vidas com seis tripulantes a fim de avaliar qual auxílio poderia ser oferecido; enquanto isso, o Arctic lentamente circulou o Vesta. O bote de Gourley foi rapidamente lançado e outro foi preparado para lançamento sob o segundo oficial William Baalham, porém Luce cancelou a ordem pouco antes disto ocorrer. O capitão percebeu que sua embarcação tinha começado a adernar por meio de uma mudança de movimento nas rodas de pás, indicando que possivelmente haviam danos sérios. Baalham recebeu ordens de realizar uma inspeção mais minuciosa do ponto de impacto; ele encontrou pedaços da proa e âncora do Vesta empalados no casco de madeira do Arctic, criando buracos 45 centímetros acima da linha d'água. Duas perfurações estavam abaixo da linha d'água, permitindo a entrada de enormes quantidades de água. O Arctic, diferente do Vesta, não era equipado com comportas a prova d'água e seu casco era aberto da proa até a popa.

### Confusão e pânico

#### Corrida para terra

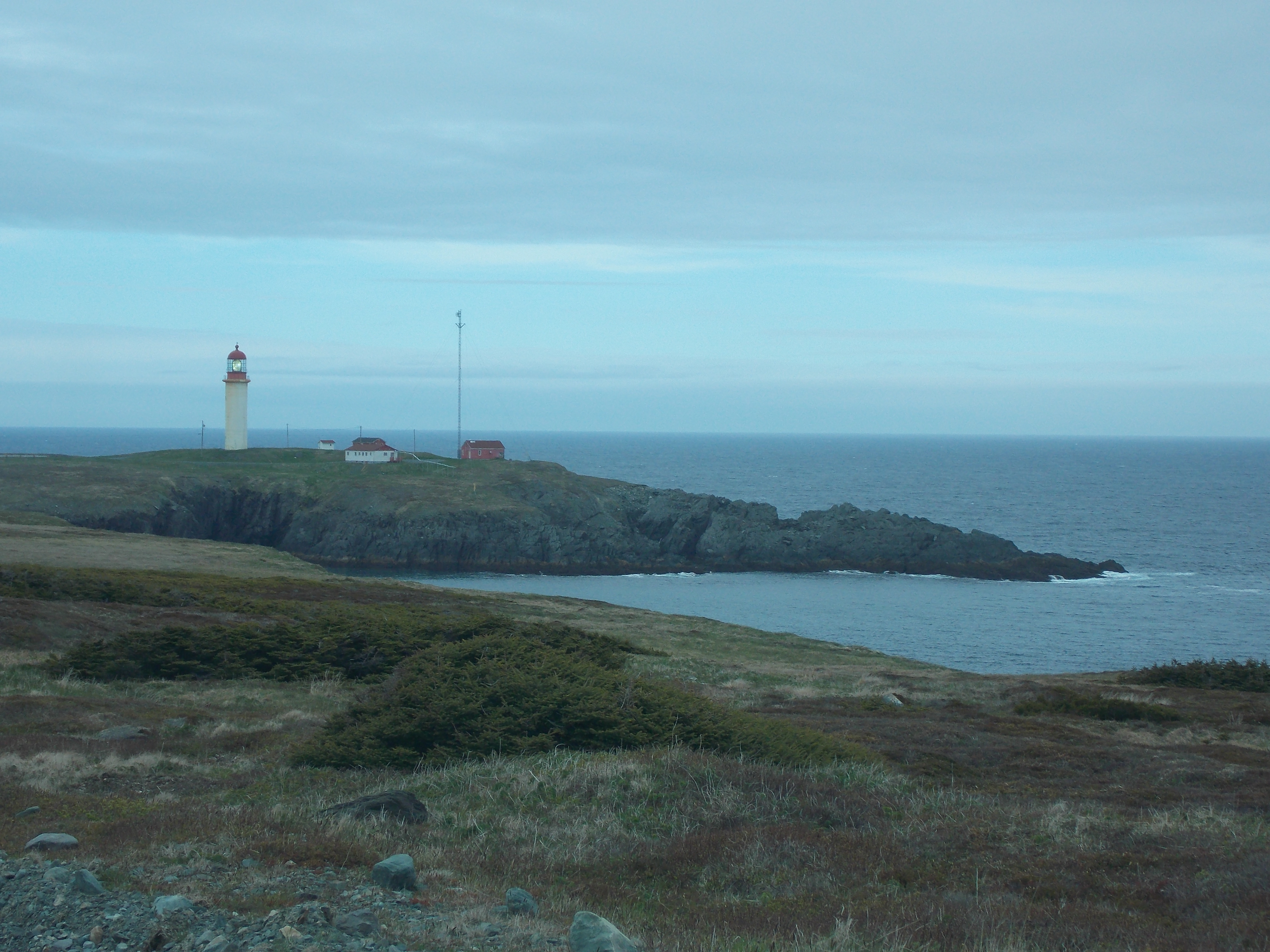
Cabo Race, na Terra Nova, a terra mais próxima do ponto da colisão

Outros observaram os danos enquanto Baalham fazia sua inspeção, com um clima de preocupação e ansiedade se desenvolvendo enquanto as notícias se espalhavam. As quatro bombas d'água estavam trabalhando em capacidade máxima e Luce tentou estancar os vazamentos ao passar uma grande vela de lona sobre a proa. Ele esperava que a vela se fixasse sobre os buracos e diminuísse a entrada de água, porém os destroços do Vesta rapidamente rasgara a vela. O carpinteiro do navio tentou preencher os buracos com colchões e outros materiais, porém nesse momento as perfurações já estavam muito submersas para serem alcançadas. Luce percebeu que seu navio estava em sério perigo e decidiu correr para a terra mais próxima na esperança de alcançar segurança antes que o Arctic naufragasse. O Cabo Race estava a quatro horas se o navio continuasse a se mover. Esta decisão significou abandonar o Vesta, porém Luce racionalizou que a embarcação francesa provavelmente iria afundar e que permanecer próximo apenas condenaria seus passageiros e tripulantes ao mesmo destino. Luce tentou em vão sinalizar sua intenção a Gourlay e a tripulação deste, que estavam sendo abandonados também, ordenando então potência total à frente. Alguns minutos depois, o Arctic passou por cima de um bote salva-vidas que tinha sido lançado do Vesta. Dos doze ocupantes, apenas um sobreviveu, com os restantes tendo sido esmagados pela roda de pá do Arctic. O único sobrevivente foi o pescador francês François Jassonet, que pulou para fora e foi içado a bordo por uma corda.

#### Lançamento dos botes
O fogo das caldeiras foram se extinguindo gradualmente a medida que a água no casco do Arctic continuava a subir, superando as bombas d'água. O navio mal estava se movendo às 13h00min. Como a embarcação ainda estava longe da terra e sem ajuda próxima, Luce ordenou que os botes salva-vidas fossem preparados para lançamento. O Arctic, de acordo com as regulamentações marítimas da época, carregava seis botes de aço, porém um tinha partido com Gourlay. Os cinco restantes poderiam abrigar em segurança por volta de 150 pessoas, bem menos da metade daqueles a bordo, mas mais do que o suficiente para salvar todas as mulheres e crianças. As mulheres e crianças foram colocadas no bote de guarda bombordo sob a direção do quartel-mestre do navio, porém, enquanto este processo ordeiro prosseguia, um grupo de passageiros homens colocou-se na frente e tomou os lugares restantes. Luce ordenou que o bote permanecesse ao lado do Arctic para que partissem todos juntos, porém ele foi remado para longe rapidamente.

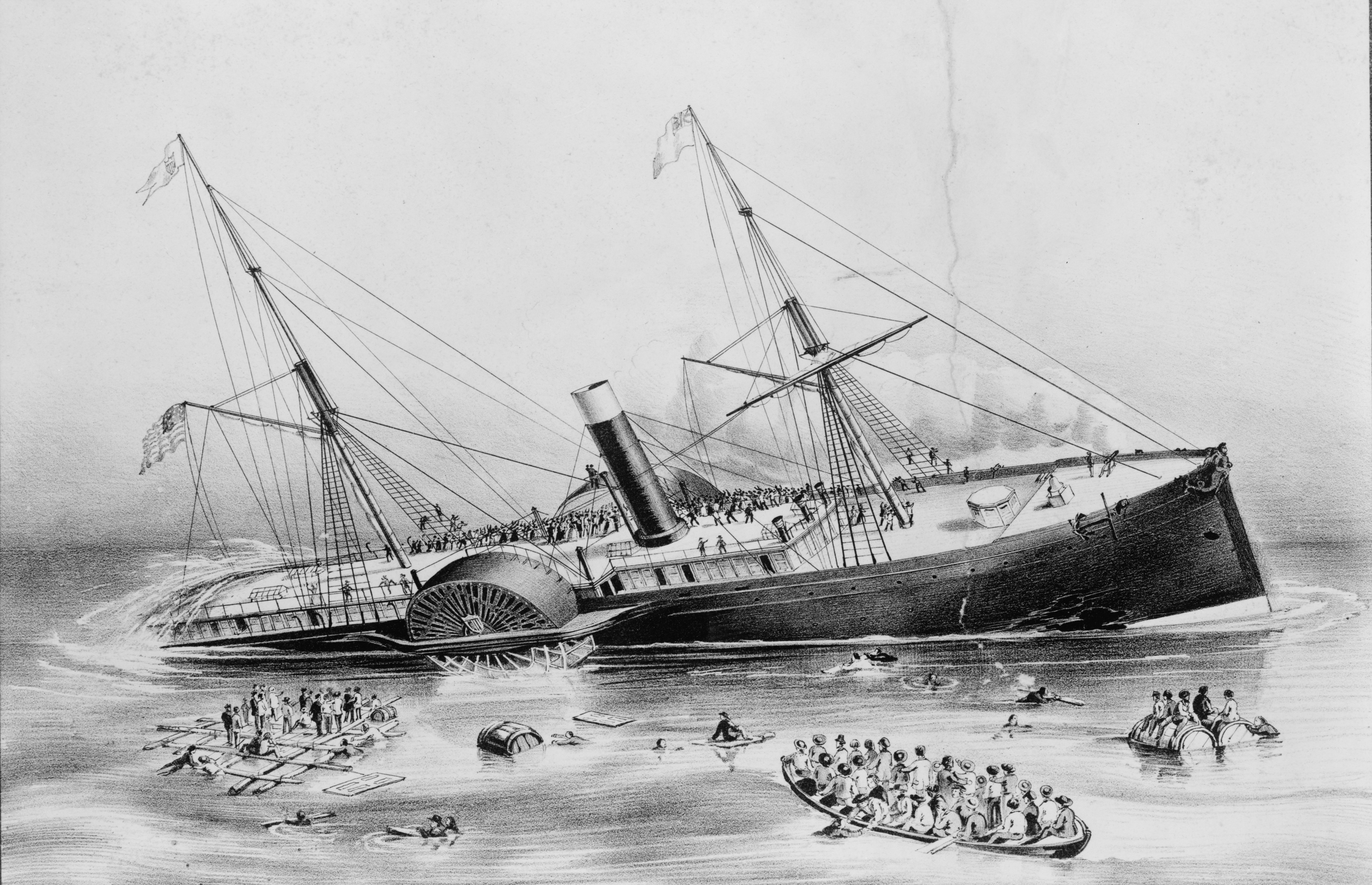
Litografia de 1854 do naufrágio do Arctic

A inquietação gradualmente foi se transformando em pânico a bordo do Arctic a medida que ficava claro para todos que a capacidade dos botes salva-vidas era inadequada. Pouco depois da partida do bote de guarda bombordo, o bote de quarto bombordo, com por volta de doze mulheres e cinco tripulantes a bordo, estava sendo preparado para lançamento quando ele também foi tomado por membros da tripulação. Na disputa o bote virou e todos os ocupantes, com exceção de três, caíram no mar, se afogando. Em estibordo, Luce ordenou que Baalham lançasse o bote de guarda estibordo e seguisse para a popa, onde mulheres e crianças seriam passadas a bordo. Esse bote foi logo tomado por homens assim que foi lançado, que tinham pulado na água e subido a bordo a força; todos eram tripulantes, com a exceção de um. Baalham, com seu bote agora cheio, ignorou as ordens que tinha recebido de Luce e se afastou do Arctic. Enquanto isso, o bote de quarto bombordo foi colocado de novo na posição certa, mas novamente, apesar dos esforços de Luce para dar prioridade a mulheres e crianças, ele foi tomado por tripulantes e passageiros homens, que empurraram as mulheres para o lado e cortaram as amarras do bote quando estava apenas parcialmente preenchido.
Enquanto Luce tentava em vão manter a ordem no navio, um grupo de tripulantes liderados pelo engenheiro-chefe J. W. Rogers silenciosamente apropriou-se de um dos dois únicos botes salva-vidas restantes. Eles alegaram que precisavam do bote para uma tentativa final de conter os vazamentos e qualquer um que os questionasse ou tentasse embarcar era ameaçado com armas de fogo. Com bastante comida e água potável, o bote partiu com metade de sua capacidade e somente com funcionários da casa de máquinas. Após isso, só restavam Luce e o quarto oficial Francis Dorian como membros da tripulação no navio. Cerca de 300 pessoas ainda estavam a bordo e havia somente um bote restante. Como último recurso para tentar dar ao menos a algumas pessoas a chance de sobrevivência, Luce ordenou a construção de uma jangada. As vergas dianteira e principal, vigas, mastros e outros artefatos de madeira foram recolhidos e baixados ao mar onde Dorian, no bote restante, tentava supervisionar a construção da jangada. O bote de Dorian lotou muito rapidamente, obrigando-o a soltá-lo no mar. A jangada ainda não finalizada era então a única chance para os que ainda estavam no navio. Patrick Tobin, um bombeiro que conseguiu abrigo no bote de Dorian, declarou posteriormente: "Era cada um por si. Não foi dada mais atenção ao capitão do que a qualquer outro homem a bordo. A vida era tão doce para nós quanto para os outros".

### Naufrágio
Com o Arctic afundando rapidamente e sem botes para o restante das pessoas, Luce instruiu um jovem engenheiro aprendiz de Washington, D.C. chamado Steward Holland a se posicionar na proa e disparar o canhão de sinalização do navio em intervalos de um minuto com o intuito de atrair a atenção de algum navio que estivesse nas proximidades. Em meio ao caos nos minutos finais do navio, Holland manteve-se em sua função até o naufrágio. Ele não sobreviveu. Sua bravura foi amplamente aclamada posteriormente.
O capitão Luce não tomou nenhuma atitude para se salvar do naufrágio. Ele teria dito a Baalham antes deste partir: "O destino do navio será o meu." Quando não pôde mais prestar assistência aos que ainda estavam a bordo, subiu com o filho pequeno até o posto de comando no topo da roda de pá de estibordo para esperar seu fim. Nessa altura muitos a bordo haviam aceitado seu destino e alguns cantavam hinos ou recitavam as escrituras. Outros ainda buscavam freneticamente meios de sobrevivência amarrando-se a tudo que pudesse flutuar: cadeiras, bancos, caixotes, sofás e portas — enquanto Holland continuava a disparar o canhão. Peter McCabe, um garçom que estava em sua primeira viagem transatlântica, descreveu mais tarde a cena: "Várias pessoas estavam flutuando em portas e camas... Agarrei uma porta que havia sido desmontada para salvar passageiros e entrei no mar, onde deixei a porta e subi na jangada... Muitas pessoas tentavam subir na jangada... Entre elas vi quatro senhoras." Várias pessoas conseguiram subir na jangada, mas ela acabou chocando-se com o casco durante o naufrágio e quebrou uma parte, lançando muitas pessoas ao mar. Depois disso, McCabe contou 72 homens e 4 mulheres em cima ou agarrados à estrutura improvisada enquanto ela se afastava lentamente do navio.
Por volta das 16h45, quatro horas e meia após a colisão, Holland disparou o canhão pela última vez quando a popa do Arctic afundou. Estima-se que ainda havia cerca de 250 pessoas a bordo. Quando o navio afundou, Paul Grann, de Nova York, que estava no bote de Dorian, relatou "gritos de medo e passageiros sendo arrastados contra a chaminé, e então tudo acabou". Enquanto isso, Luce foi lançado ao mar enquanto segurava firmemente seu filho. Posteriormente ele descreveu o que viu no momento: "Uma cena terrível e de partir o coração se apresentou à minha visão: mais de duzentos homens, mulheres e crianças lutando juntos em meio a destroços de todos os tipos, pedindo ajuda uns aos outros e implorando a Deus para ajudá-los. Que cena terrível, que Deus me preserve de testemunhar novamente."  Enquanto tentava manter-se vivo, uma parte da roda de pás do navio emergiu à superfície, desferindo-lhe um golpe de raspão, mas atingindo e matando seu filho imediatamente. Apesar do choque, Luce e outras onze pessoas conseguiram subir nas pás que mantiveram-se boiando.

### Citações
1. ↑   Hays, J. L. (2004). «Lardner, Dionysius». Oxford Dictionary of National Biography. Oxford University Press. doi:10.1093/ref:odnb/16068
2. ↑   Lienhard, John H. «Engines of our Ingenuity, No. 550: Steam Across the Atlantic». Universidade de Houston. Consultado em 23 de maio de 2022
3. 1 2   Atterbury, Paul. «Steam & Speed: The Power of Steam at Sea». Museu Vitória e Alberto. Consultado em 23 de maio de 2022. Arquivado do original em 4 de fevereiro de 2018
4. ↑   Shaw 2002, p. 10
5. ↑   Flayhart 2003, p. 19
6. ↑   Brown 1962, pp. 18–19
7. ↑   Shaw 2002, p. 11
8. 1 2 3   Flayhart 2003, p. 20
9. ↑   Shaw 2002, p. 22
10. 1 2 3   Flayhart 2003, p. 23
11. ↑   Gould 1891, p. 121
12. ↑   Shaw 2002, p. 25
13. ↑   «United States Custom House Records». Sociedade História de Rhode Island. Consultado em 24 de maio de 2022
14. 1 2 3   Brown 1962, p. 24
15. ↑   Flayhart 2003, p. 21
16. ↑   Shaw 2002, p. 39
17. ↑   Dickens 1913, pp. 3–4
18. ↑   Shaw 2002, p. 30
19. ↑   Brown 1962, p. 28
20. ↑   Shaw 2002, p. 43
21. ↑   Brown 1962, pp. 27–28
22. ↑   Shaw 2002, pp. 206–207
23. ↑   Brown 1962, pp. 168–176
24. ↑   Brown 1962, p. 32
25. ↑   Shaw 2002, p. 83
26. ↑   «The Grand Banks». Governo de Terra Nova e Labrador. Consultado em 25 de maio de 2022. Arquivado do original em 18 de julho de 2014
27. ↑   Brown 1962, p. 38
28. ↑   Shaw 2002, p. 93
29. ↑   Brown 1962, p. 39
30. 1 2 3 4   «The Wreck of the Arctic: Captain Luce's Statement». The Maritime Heritage Project. Consultado em 25 de maio de 2022
31. ↑   Flayhart 2003, p. 24
32. ↑   Flayhart 2003, pp. 24–25
33. ↑   Brown 1962, p. 40
34. ↑   Kingston 1873, p. 144
35. ↑   «Mr Gihon's Statement». The New York Times: 1. 18 de outubro de 1854
36. ↑   Shaw 2002, pp. 102–103
37. ↑   Brown 1962, pp. 44–45
38. ↑   Kingston 1873, p. 145
39. 1 2   Shaw 2002, pp. 111–112
40. ↑   Brown 1962, p. 47
41. ↑   Flayhart 2003, p. 26
42. ↑   Shaw 2002, p. 116
43. ↑   Brown 1962, p. 48
44. 1 2   Flayhart 2003, pp. 26–27
45. ↑   Shaw 2002, pp. 120–121
46. ↑   Brown 1962, p. 49
47. ↑   Brown 1962, pp. 190–191
48. ↑   Brown 1962, pp. 57–59
49. ↑   Shaw 2002, pp. 129–130
50. ↑   Brown 1962, p. 61
51. ↑   Shaw 2002, pp. 131–132
52. ↑   Shaw 2002, pp. 134–136
53. ↑   Flayhart 2003, pp. 28–29
54. ↑   Brown 1962, p. 64
55. ↑  Brown, p. 65.
56. ↑  Brown, p. 66.
57. 1 2  Brown, pp. 69–70.
58. ↑  «The Loss of the Arctic: Additional Facts and Thrilling Incidents». The Baltimore Sun (em inglês). 14 de outubro de 1854. p. 1
59. ↑  «Stewart Holland, the Young Hero». The Baltimore Sun (em inglês). 16 de outubro de 1854. p. 1
60. ↑  Brown, p. 74.
61. ↑  Shaw, pp. 151–52.
62. ↑  Brown, p. 73.
63. ↑  Kingston, pp. 145-149.
64. ↑  «Seventy-Five Persons Swept Off A Raft». The New York Times (em inglês). 12 de outubro de 1854. pp. 1–2
65. 1 2  Shaw, pp. 153–54.
66. ↑  Brown, pp. 92–93.
67. ↑  Shaw, p. 74.
68. ↑  «Statement of Capt. Gram  [sic]». The New York Times (em inglês). 13 de outubro de 1854. p. 1
69. ↑  «Wreck of the Steamship Arctic: Captain Luce's Statement» (em inglês). The Maritime Heritage Project. Consultado em 28 de julho de 2022
70. ↑  Brown, pp. 75–76.